# 通古斯卡河
通古斯卡河（羅馬化：Tunguska）是俄羅斯的河流，屬於黑龍江的左支流，流经哈巴羅夫斯克邊疆區和犹太自治州，河道全長86公里，流域面積30,200平方公里，該河由庫爾河和烏爾米河匯流而成，河水主要來自雨水，每年十一月至翌年四月結冰。